# Myzostoma radiatum
Myzostoma radiatum is een ringworm uit de familie Myzostomatidae.
Myzostoma radiatum werd in 1921 voor het eerst wetenschappelijk beschreven door Graff in Clark.